# 茹拉韋齊
50°50′6″N 24°47′11″E / 50.83500°N 24.78639°E
茹拉韋齊（烏克蘭語：Журавець），是烏克蘭的村落，位於該國西部沃倫州，由沃洛德米爾區負責管轄，始建於1890年，面積140平方公里，海拔高度217米，2001年人口110，人口密度每平方公里78.57人。